# Barry Keoghan
Barry Keoghan (/kiˈoʊɡən/, sinh ngày 18 tháng 10 năm 1992) là nam diễn viên người Ireland. Anh từng xuất hiện trong các phim điện ảnh như Dunkirk hay The Killing of a Holy Deer (cùng năm 2017), bộ phim mà anh đã giành được Giải thưởng Điện ảnh và Truyền hình Ailen cho Nam diễn viên phụ xuất sắc nhất và được đề cử Giải Tinh thần Độc lập cho Nam phụ xuất sắc nhất; và Calm with Horses, nhờ đó anh được đề cử Giải BAFTA cho Nam diễn viên chính xuất sắc nhất trong vai phụ, và bộ phim truyền hình RTÉ Love / Hate. Anh cũng đóng vai Druig trong bộ phim thuộc Vũ trụ Điện ảnh Marvel Eternals (2021) và Joker trong The Batman (2022).
Keoghan là đại sứ cho hãng thời trang Dior. Năm 2020, anh đứng ở vị trí thứ 27 trong danh sách những diễn viên điện ảnh xuất sắc nhất của Ireland theo The Irish Times.

## Đầu đời
Keoghan sinh ra ở Summerhill, Dublin. Năm anh 12 tuổi, mẹ anh mất vì sốc heroin, khi còn nhỏ, anh ở với bà ngoại và dì.

## Sự nghiệp
Khi còn nhỏ, Keoghan đã xuất hiện trong các vở kịch của trường, nhưng bị cấm vì "gây rối". Anh ấy bắt đầu sự nghiệp diễn xuất của mình vào năm 2011. Anh ấy đã trả lời một quảng cáo cho Between the Canals sau khi nhìn thấy thông báo tuyển diễn viên trong cửa sổ cửa hàng địa phương và đóng vai Aido trong một vai nhỏ trong bộ phim đã được phát hành. vào năm 2011. Sau đó anh học diễn xuất tại The Factory, một trường học địa phương ở Dublin. Cùng năm đó, ở tuổi 18, anh xuất hiện ở Fair City .
Năm 2013, Keoghan xuất hiện với vai "kẻ giết mèo khét tiếng" Wayne trong Love / Hate. Vai diễn này đã giúp Keoghan được công nhận ở Ireland, và anh tiếp tục tham gia vào năm '71 vào năm 2014 và Mammal and Trespass Against Us vào năm 2016.
Keoghan xuất hiện trong hai bộ phim vào năm 2017. Anh đóng vai George Mills trong Dunkirk và đóng vai chính Martin Lang trong The Killing of a Sacred Deer cùng với Colin Farrell và Nicole Kidman. Anh ấy đã giành được Giải thưởng Điện ảnh và Truyền hình Ireland cho Nam diễn viên phụ xuất sắc nhất cho tác phẩm của mình trong The Killing of a Sacred Deer. Năm sau, anh xuất hiện trong Black '47 với vai Hobson, một người lính Anh đóng quân ở Ireland trong thời kỳ Đại nạn đói. Anh cũng đóng vai chính trong American Animals cùng năm. Anh đóng vai Spencer Reinhart trong phim, dựa trên một vụ cướp sách hiếm trong đời thực từ một thư viện đại học. Năm 2018, The Hollywood Reporter mô tả Keoghan là "điều lớn tiếp theo" cho tác phẩm điện ảnh của anh ấy trong ba năm trước, và vào năm 2019, anh ấy được đề cử cho Giải thưởng Ngôi sao đang lên BAFTA.
Anh từng tham gia trong sê-ri phim truyền hình Chernobyl (2019). Anh đóng vai chính trong một tập phim Living with Lucy vào tháng 9 năm 2019. Cùng tháng đó, Calm With Horses được công chiếu lần đầu tại Liên hoan phim Quốc tế Toronto. Vào tháng 7 năm 2018, Keoghan được chọn vào vai nhân vật chính Yorick Brown trong phim của Y: The Last Man, nhưng đã rời khỏi bộ phim chính vào tháng 2 năm 2020. Tháng 8 năm 2019, anh ký hợp đồng với Marvel Studios để vào vai Druig trong Eternals, ra mắt vào tháng 12 năm 2021. Anh cũng xuất hiện trong The Green Knight.
Keoghan đóng vai Joker, được ghi là Tù nhân Arkham chưa nhìn thấy, trong bộ phim The Batman của Matt Reeves, phát hành vào tháng 3 năm 2022.

## Đời tư
Keoghan là một tay đấm bốc nghiệp dư. Anh sống cùng bạn gái Shona Guerin ở Los Angeles, California.

## Danh sách phim

### Điện ảnh
| Năm  | Phim                         | Vai diễn         | Ghi chú                              | Nguồn         |
| ---- | ---------------------------- | ---------------- | ------------------------------------ | ------------- |
| 2011 | Stand Up                     | Stand up Bully   | Short                                |               |
| 2011 | Between the Canals           | Aido             |                                      |               |
| 2012 | Stalker                      | Tommy            |                                      |               |
| 2012 | King of the Travellers       | Young Dublin Lad |                                      |               |
| 2013 | Jack Taylor: Priest          | Hoodie 1         | TV Movie                             |               |
| 2013 | Wasted                       | Ben              | Phim ngắn                            |               |
| 2013 | Life's a Breeze              | Pizza Guy        |                                      |               |
| 2013 | Stay                         | Sean Meehan      |                                      |               |
| 2014 | '71                          | Sean Bannon      |                                      | [ 15 ]        |
| 2014 | Standby                      | Crusty           |                                      |               |
| 2014 | North                        | Aaron            | Short                                |               |
| 2015 | Norfolk                      | Boy              |                                      | [ 16 ] [ 17 ] |
| 2015 | Traders                      | Ken              |                                      |               |
| 2015 | The Break                    | Sean             | Short                                |               |
| 2016 | Mammal                       | Joe              |                                      | [ 18 ] [ 19 ] |
| 2016 | Trespass Against Us          | Windows          |                                      | [ 20 ] [ 21 ] |
| 2016 | Candy Floss                  | Shane            | Phim ngắn                            | [ 22 ]        |
| 2017 | Light Thereafter             | Pavel            |                                      | [ 23 ]        |
| 2017 | The Killing of a Sacred Deer | Martin Lang      |                                      | [ 18 ]        |
| 2017 | Dunkirk                      | George Mills     |                                      | [ 18 ]        |
| 2018 | American Animals             | Spencer Reinhard |                                      | [ 24 ]        |
| 2018 | Black '47                    | Hobson           |                                      | [ 25 ]        |
| 2019 | Calm With Horses             | Dymphna          |                                      | [ 26 ]        |
| 2021 | The Green Knight             | Scavenger        |                                      | [ 27 ]        |
| 2021 | Eternals                     | Druig            |                                      | [ 28 ]        |
| 2022 | The Batman                   | Joker            | Được ghi là "Unseen Arkham Prisoner" | [ 29 ]        |
| 2022 | The Banshees of Inisherin    |                  | Hậu kỳ                               |               |

### Truyền hình
| Năm  | Tiêu đề            | Vai                | Ghi chú |
| ---- | ------------------ | ------------------ | ------- |
| 2011 | Fair City          | Dave Donoghue      | 3 tập   |
| 2013 | Love/Hate          | Wayne              | 6 tập   |
| 2016 | Rebellion          | Cormac McDevitt    | 4 tập   |
| 2019 | Chernobyl          | Pavel              | 2 tập   |
| 2019 | Living With Lucy   | Himself            | [ 31 ]  |
| 2024 | Masters of the Air | Lt. Curtis Biddick | 9 tập   |